# Chapelle-Spinasse
Chapelle-Spinasse – miejscowość i gmina we Francji, w regionie Nowa Akwitania, w departamencie Corrèze.
Według danych na rok 1990 gminę zamieszkiwało 137 osób, a gęstość zaludnienia wynosiła 23 osoby/km² (wśród 747 gmin Limousin Chapelle-Spinasse plasuje się na 482. miejscu pod względem liczby ludności, natomiast pod względem powierzchni na miejscu 634.).

## Populacja

Populacja Chapelle-Spinasse w latach 1962–2008